# Publius Servilius Priscus Structus
Pour les articles homonymes, voir Servilius Priscus Structus.
Publius Servilius Priscus Structus est un homme politique romain du Ve siècle av. J.-C., consul en 495 av. J.-C.

## Famille
Il est le premier membre de la gens des Servilii à atteindre le consulat. Il est le fils d'un Publius Servilius Priscus Structus. Son nom complet et Publius Servilius P.f. Priscus Structus. Il est le frère de Quintus Servilius Priscus Structus, maître de cavalerie en 494 av. J.-C., et le père de Spurius Servilius Priscus Structus, consul en 477 av. J.-C. et le grand-père de Publius Servilius Priscus, consul en 463 av. J.-C.

## Biographie

### Le conflit avec la plèbe
En 495 av. J.-C., il est élu consul avec Appius Claudius Sabinus Regillensis,. C'est sous leur consulat que débute la première sécession de la plèbe.
Les Volsques et les Herniques se préparent à une nouvelle guerre contre Rome, qui doit mobiliser les légions pour faire face. Mais le peuple, sans cesse mobilisé, ne pouvant s'occuper de ses biens, est écrasé de dettes, qui s'alourdissent de guerres en guerres, et la révolte gronde au sein de Rome.
Il prône l'apaisement alors que son collègue Appius Claudius propose d'user de son autorité consulaire pour mettre au pas les récalcitrants,. C'est alors qu'une armée volsque marche sur Rome et s'apprête à l'assiéger. Le peuple refuse de prendre les armes et le Sénat romain le conjure, car il est populaire, de convaincre le peuple. Il publie en ce sens un édit (edictum Publii Servilii consulis de militiae) protégeant les citoyens romains tant qu'ils sont mobilisés et promet, soutenu par le Sénat, d'améliorer leur sort dès la guerre terminée.

« Et, pour que l'assemblée ajoutât foi à ses paroles, il publia un édit qui défendait « de retenir dans les fers ou en prison aucun citoyen romain, et de l'empêcher ainsi de se faire inscrire devant les consuls; de saisir ou de vendre les biens d'un soldat tant qu'il serait à l'armée; enfin, d'arrêter ses enfants ou ses petits-enfants. » Aussitôt qu'il a publié cet édit, tous les détenus qui étaient présents s'enrôlent [...] »

— Tite-Live, Histoire romaine, II, 24, 6

### La guerre contre les Volsques, Sabins et Aurunces
Tous les débiteurs échappent à leurs créanciers le temps de la guerre et rejoignent l'armée placée sous le commandement de Servilius, assisté entre autres par son lieutenant Aulus Postumius Albus Regillensis,. Il écrase les Volsques, puis les Sabins et les Aurunces et obtient les honneurs d'un triomphe,.
Appius Claudius, à peine les ennemis vaincus et l'armée démobilisée, remet tous les débiteurs à leurs créanciers, faisant preuve d'une odieuse rigueur, soutenu bientôt par une majorité de sénateurs patriciens. De son côté, Publius Servilius tergiverse, ses anciens soldats lui demandant son aide, lui rappelant son engagement, et bientôt il est autant rejeté par le peuple que par les nobles.

### La dédicace du temple de Mercure
Le temple de Mercure doit être dédicacé cette année par l'un des deux consuls qui s'en disputent l'honneur. L'affaire est renvoyée devant le peuple, qui choisit un simple centurion primipile, Marcus Laetorius, plutôt qu'un des consuls, ce qui est un grave affront à l'autorité des magistrats. Bientôt une nouvelle offensive des Sabins aggrave la situation, les anciens soldats, débiteurs, refusant d'obéir aux ordres des consuls, ordres de retour au calme et de mobilisation. Ce dernier fait arrêter l'un des meneurs de la révolte, refuse son droit d'appel devant le peuple, mais le Sénat, craignant de plus en plus le peuple, l'oblige à céder. La fin de l'année arrive et les deux consuls, haïs par le peuple, achèvent leur mandat.